# Euphrasia kerneri
Euphrasia kerneri — вид квіткових рослин з родини вовчкових (Orobanchaceae). Ареал: Німеччина, Швейцарія, Австрія, Словаччина, Угорщина, Словенія, Хорватія, Боснія та Герцеговина.